# Für mich gab's nur noch Fassbinder
Für mich gab's nur noch Fassbinder - Die Glücklichen Opfer Des Rainer Werner F és un documental alemany de 2000 pel·lícula dirigida per Rosa von Praunheim. El títol original alemany es tradueix com Fassbinder va ser l'únic per a mi: les víctimes voluntàries de Rainer Werner F.
La pel·lícula consta de diverses entrevistes a les dones que van formar part de la vida professional i personal del director de cinema alemany Rainer Werner Fassbinder. Aquests inclouen: Hanna Schygulla, l'actriu preferida del director; Ursula Strätz, que va fundar el Teatre d'Acció de Múnic, on Fassbinder va començar la seva carrera a l'escenari i les actrius Barbara Valentin i Brigitte Mira, l'estrella de Angst essen Seele auf de Fassbinder.
Quatre dels col·laboradors masculins del director: l'assistent de direcció Harry Baer; el director de fotografia Michael Ballhaus; el músic Peer Raben i el productor Peter Berling, també parlen sobre els mètodes de treball i la personalitat de Fassbinder.
La pel·lícula s'obre amb l'actriu Irm Hermann, que va treballar en dinou pel·lícules amb Fassbinder mentre feia de la vida un infern per a ella. També s'entrevista Juliane Lorenz, l'última parella femenina de Fassbinder, editora de cinema i executora de la seva propietat després de la seva mort. L'exdona, actriu i cantant de Fassbinder Ingrid Caven, parla breument d'ell en una conversa telefònica. Falten a la programació les col·laboradores a la pantalla Margit Carstensen i Barbara Sukowa. No hi ha cap clip de les pel·lícules de Fassbinder.